# Pierre Gérald
Pierre Gérald (Parijs, 26 mei 1906 - Levallois-Perret, 24 maart 2012) was een Frans acteur.

## Levensloop en carrière
Gérald werd geboren in 1906 in Parijs. Hij werd opgeleid in het theater. In 1963 speelde hij zijn eerste filmrol. Gérald bleef tot op hoge leeftijd acteren. Op 99-jarige leeftijd speelde hij nog mee in de film Les poupées russes. 
Gérald overleed in 2012 op 105-jarige leeftijd.

## Beknopte filmografie
- L'inspecteur Leclerc enquête (1963) (episode L'agent double van de televisieserie)
- Pétrole ! Pétrole (1981)
- La Discrète (1990)
- Ma vie est un enfer (1991)
- Fanfan (1993)
- Le Roi danse (2000)
- Tout est calme (2000)
- Les poupées russes (2005)
- Ensemble, c'est tout (2007)